# Mami Umeki
Mami Umeki (jap. 梅木 真美 Umeki Mami; ur. 6 grudnia 1994) – japońska judoczka. Olimpijka z Río de Janeiro 2016, gdzie zajęła dziewiąte miejsce w wadze półciężkiej.
Mistrzyni świata w 2015; druga w 2017; trzecia w 2021. Startowała w Pucharze Świata w latach 2012–2015. Brązowa medalistka igrzysk azjatyckich w 2014. Triumfatorka mistrzostw Azji w 2015 i 2022. Trzecia na uniwersjadzie w 2013 roku.

## Letnie Igrzyska Olimpijskie 2016
| Konkurencja | Eliminacje         | Klas. końcowa |
| Konkurencja | Przeciwnik I       | Miejsce       |
| ----------- | ------------------ | ------------- |
| 78 kg       | Abigél Joó (HUN) P | 9.            |